# Bousín
Bousín (en allemand : Bauschin) est une commune du district de Prostějov, dans la région d'Olomouc, en République tchèque. Sa population s'élevait à 142 habitants en 2023.

## Géographie
Bousín se trouve à 16 km à l'ouest-sud-ouest de Prostějov, à 31 km au sud-ouest d'Olomouc et à 190 km à l'est-sud-est de Prague.
La commune est limitée par la zone militaire de Březina au nord et à l'est, par Drahany au sud, et par Niva et Protivanov à l'ouest.

## Histoire
La première mention écrite de la localité date de 1347.

## Administration
La commune se compose de deux sections :
- Bousín
- Repechy

## Transports
Par la route, Bousín se trouve à 23 km de Prostějov, à 42 km d'Olomouc et à 245 km de Prague.